# Sembrava una serata come tante/Gente
Sembrava una serata come tante/Gente è il settimo singolo del cantautore italiano Franco Battiato, pubblicato in Italia nel 1969 dalla Philips Records.

## Descrizione
Battiato partecipò con Sembrava una serata come tante alla Mostra internazionale di musica leggera di Venezia nel settembre 1969.
La versione di Gente presente sul singolo non è stata mai ripubblicata. Sulle raccolte Franco Battiato e Le stagioni del nostro amore è infatti presente un'incisione con un cantato alternativo.
La copertina del 45 giri è il negativo dello scatto presente sul singolo precedente. Il disco è stato ristampato in formato 7" dalla Universal nell'ambito del Record Store Day 2016.

## Tracce
Musiche di Giorgio Logiri.
1. Sembrava una serata come tante – 3:07 (testo: Franco Battiato)
2. Gente – 2:57 (testo: Giovanni Bonoldi)

Durata totale: 6:04